# Claude Jacquart
Pour les articles homonymes, voir Jacquart.
Claude Jacquart (ou  Jacquand Claude, Jacquand Claudius) est un peintre lorrain baptisé à Nancy le 7 avril 1686, où il est mort le 8 juillet 1736.

## Biographie
Né dans une maison sise à côté de l'actuel hôtel de Ludres, élève de Claude Charles (1661-1747), il est formé à Rome, où il obtient plusieurs prix à l'Académie de Saint-Luc.
Il est le peintre de Léopold de Lorraine. Il a pour élève André Joly.

## Œuvres

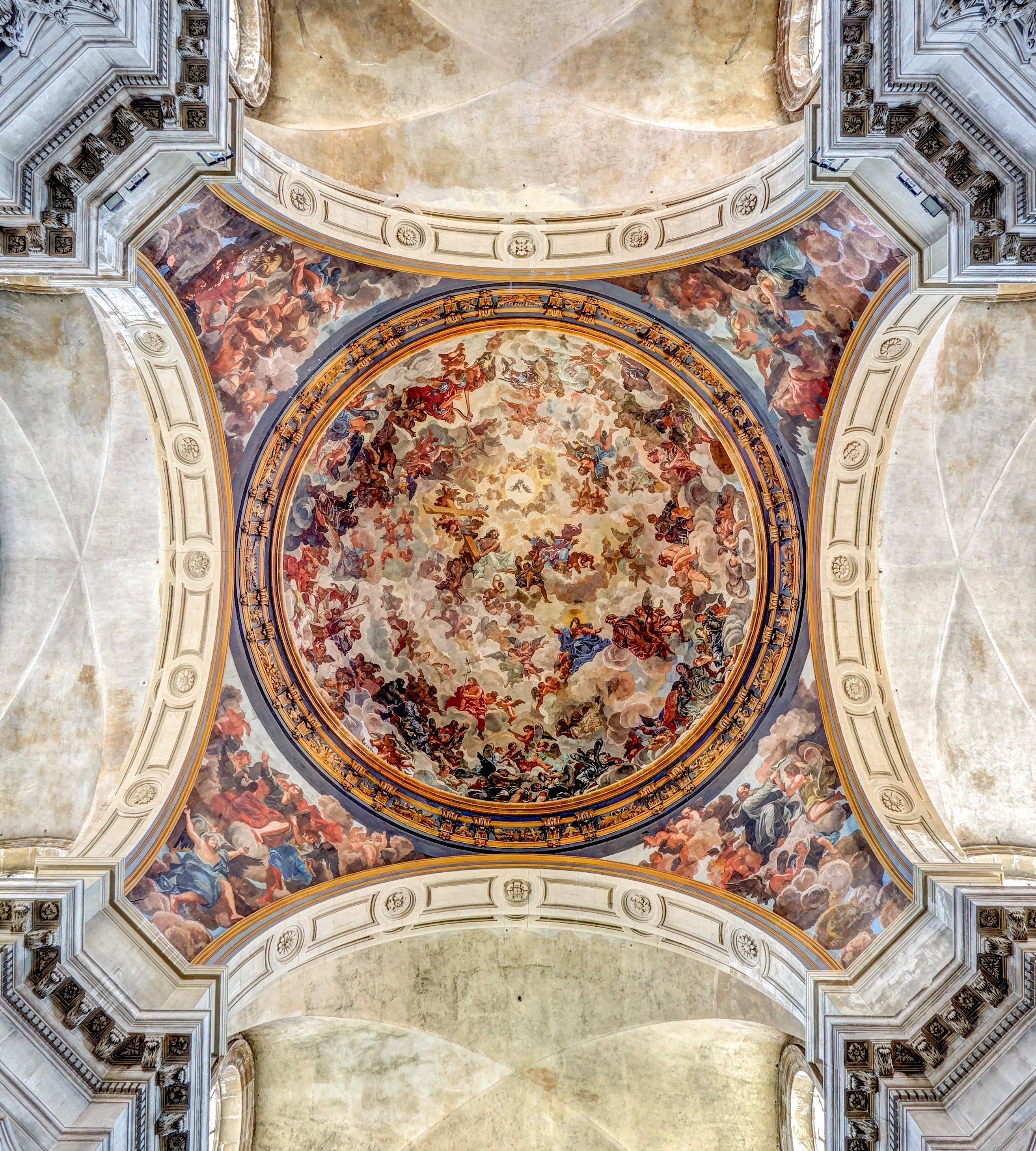
Coupole de la Cathédrale de Nancy.

Le duc Léopold lui commande de nombreux tableaux relatant les victoires militaires de son père, Charles V de Lorraine.
Il est surtout célèbre pour sa fresque de la coupole à la cathédrale de Nancy, peinte de 1723 à 1727 et dédiée à la Gloire Céleste.
Plusieurs de ses tableaux sont repris en tapisserie par la manufacture des Gobelins.
En 1736, il peint un Temple de l'Hymen à l'occasion du mariage de François III de Lorraine avec Marie-Thérèse d'Autriche. 
Plusieurs de ses tableaux sont conservés au Musée Lorrain et au Musée des Beaux-Arts de Nancy.

## Hommage
Une rue de Nancy porte son nom sous l'appellation rue Jacquard. Bien que le patronyme du peintre, de forme internationale, est actuellement Claude Jacquart, la rue conserve sa dénomination d'origine depuis 1867.